# Maltas bidrag i Eurovision Song Contest

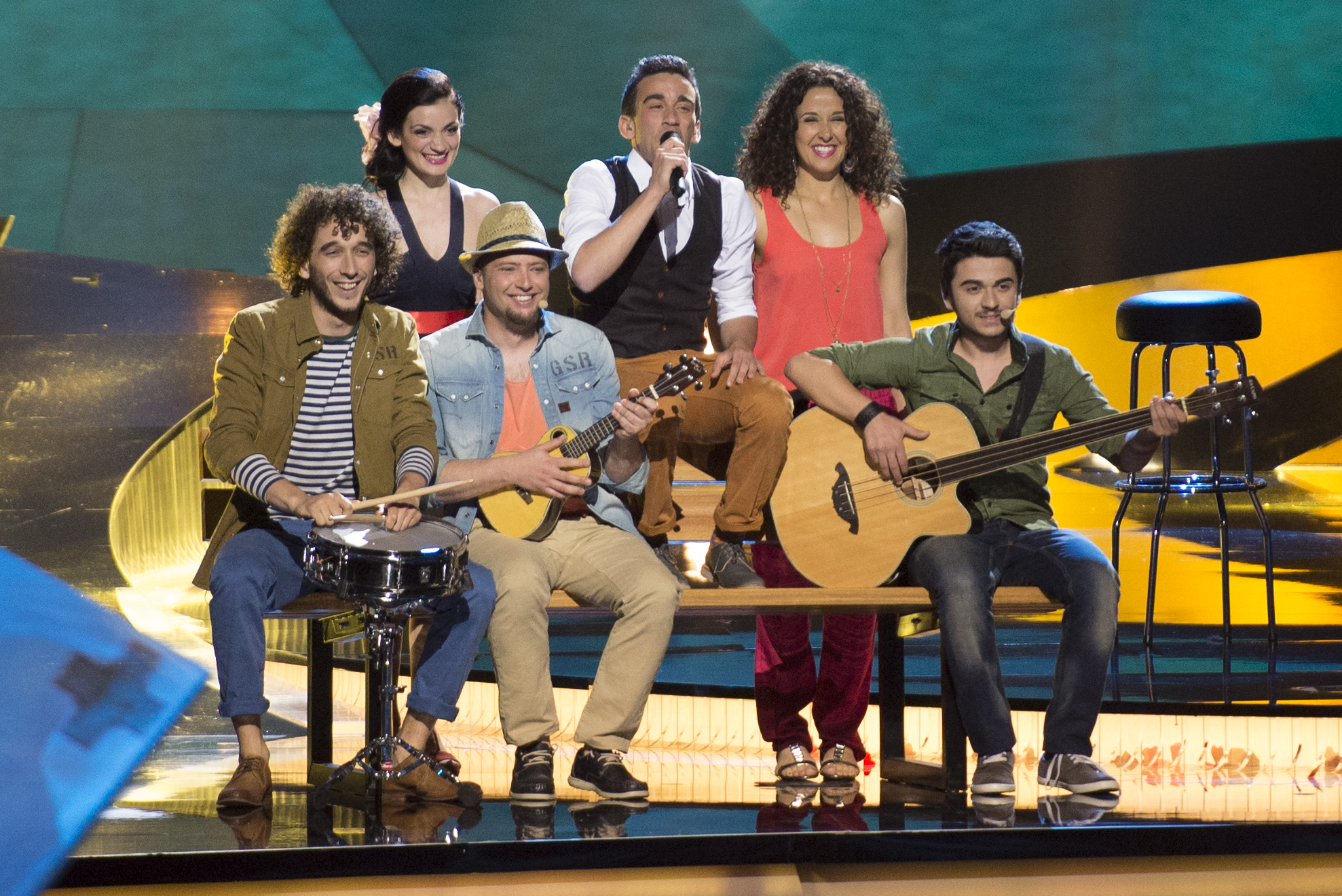
Gianluca Bezzina i Malmö 2013.

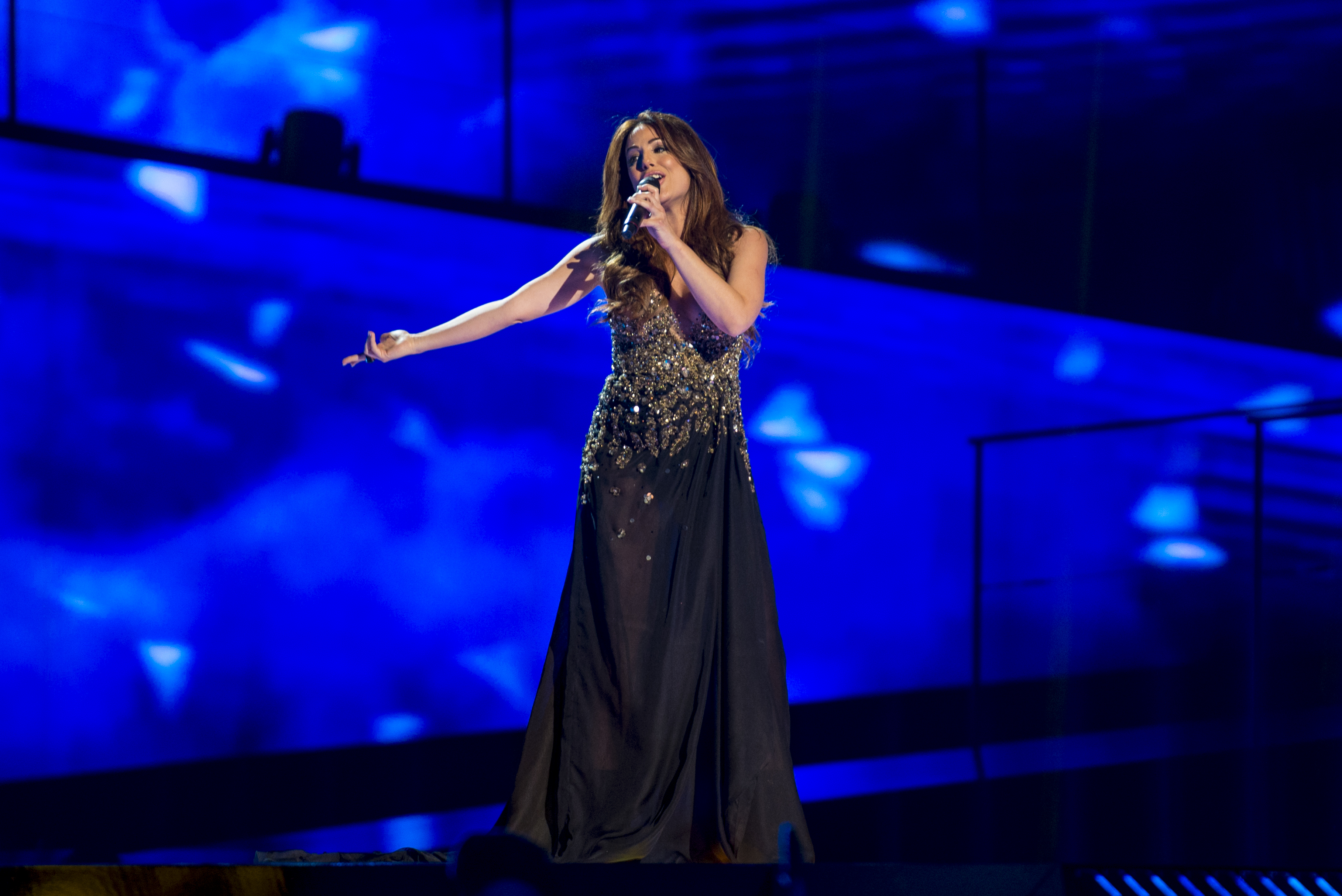
Ira Losco i Stockholm 2016.

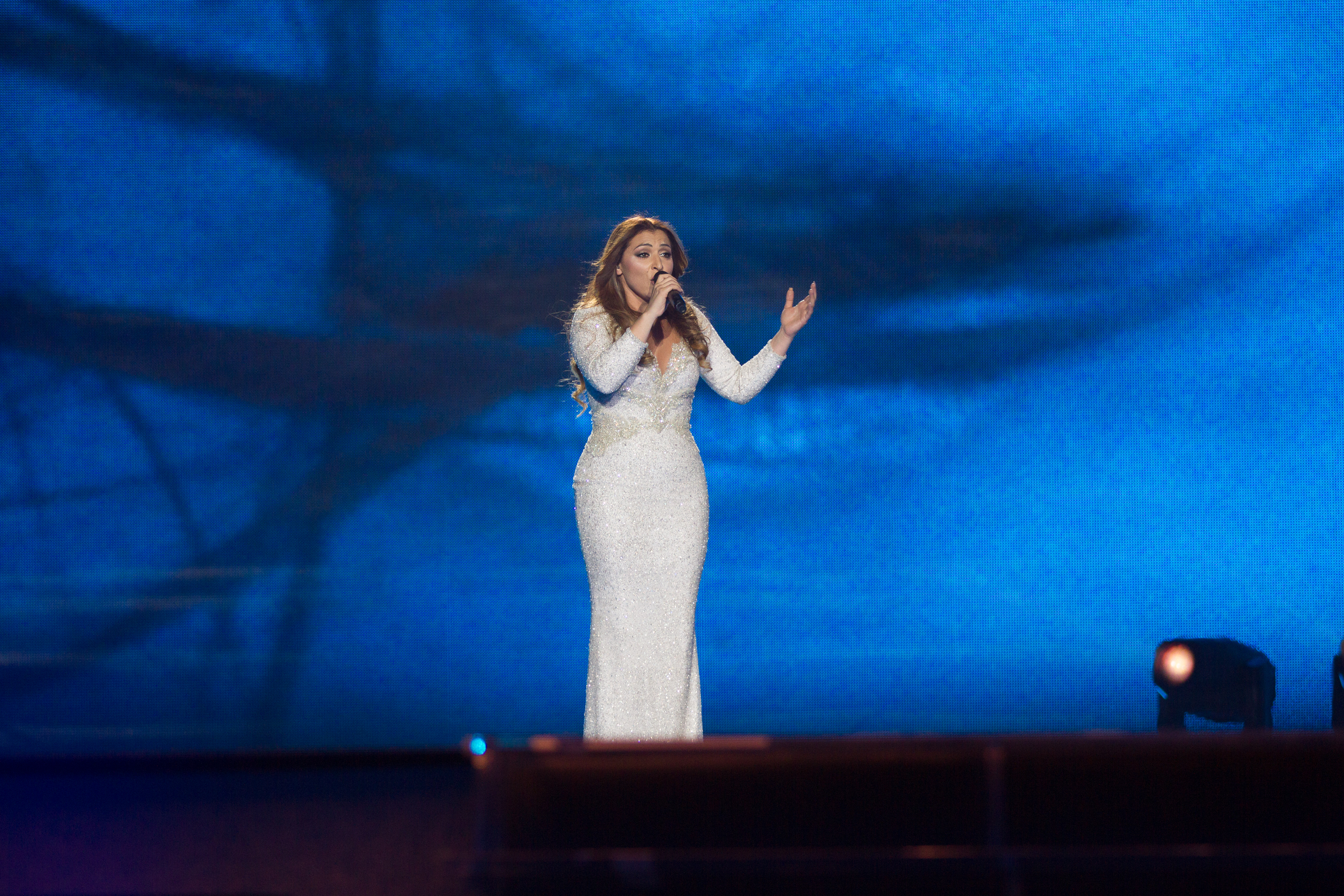
Claudia Faniello i Kiev 2017.

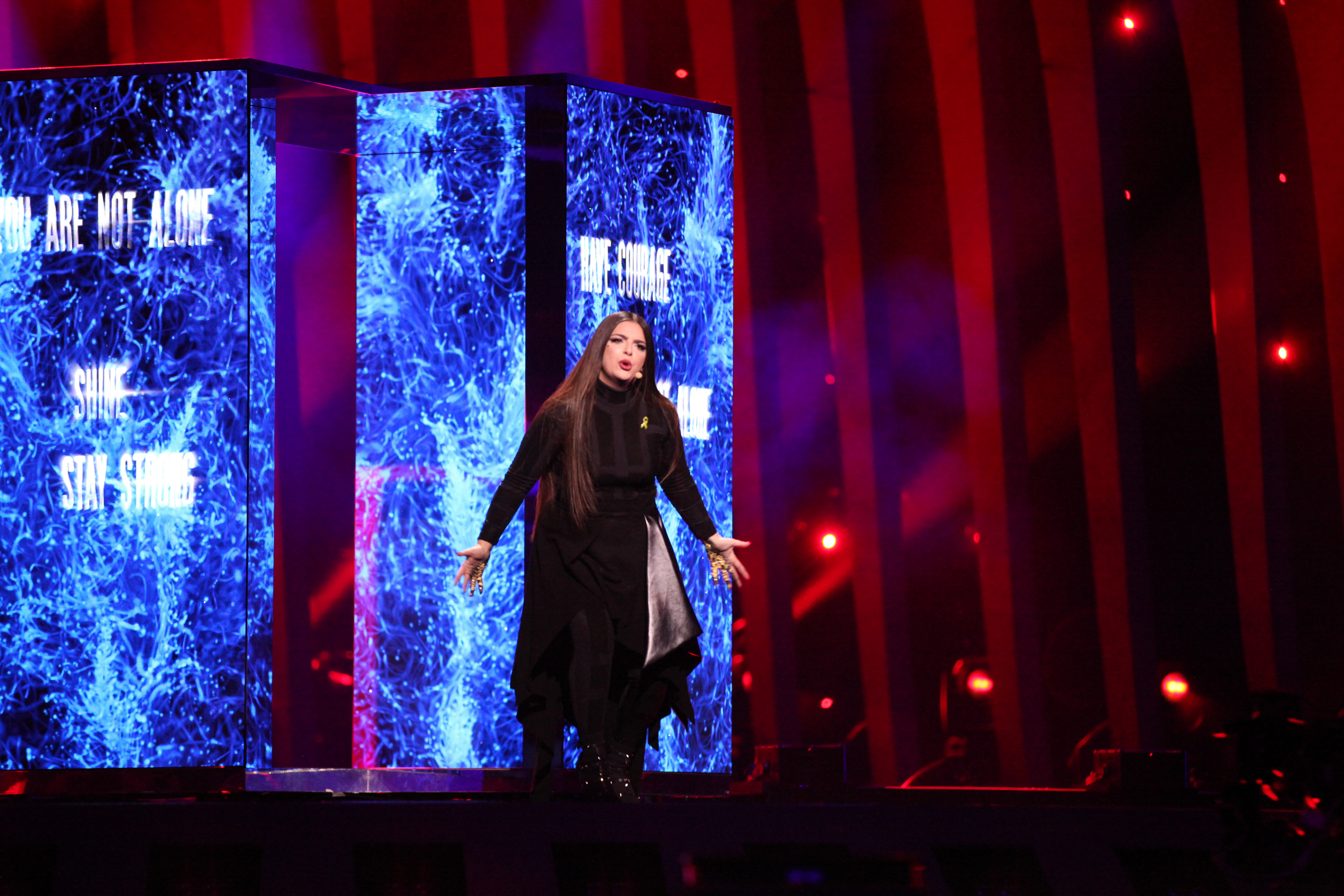
Christabelle i Lissabon 2018.

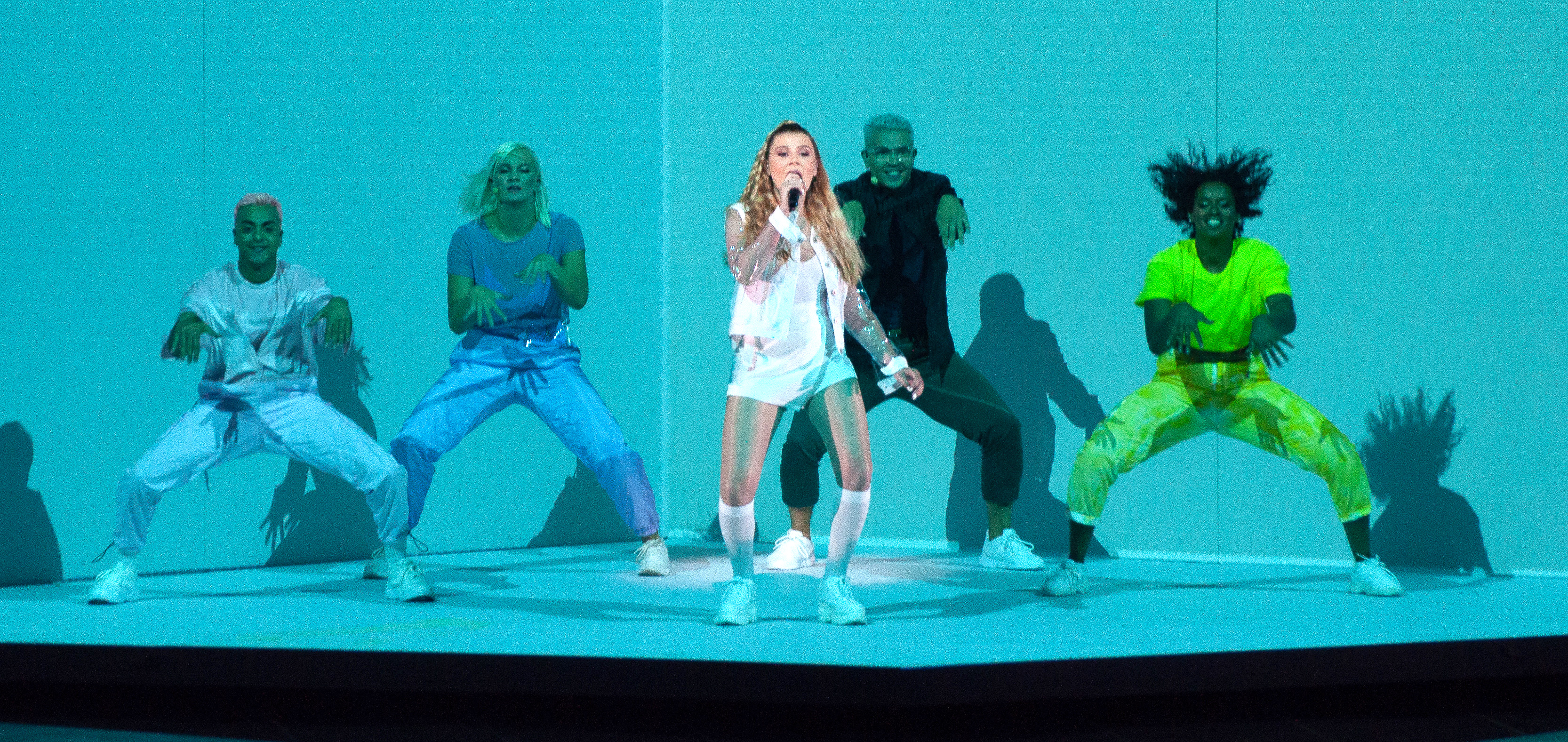
Michela i Tel Aviv 2019.

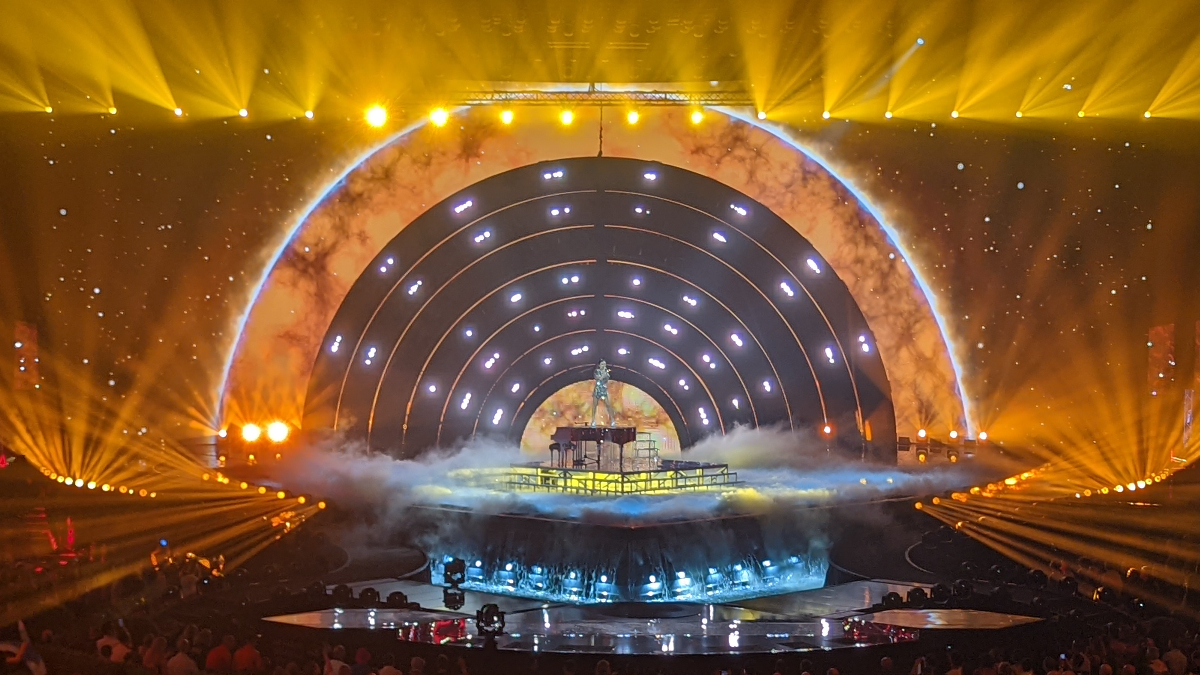
Emma Muscat i Turin 2022.

Malta debuterade i Eurovision Song Contest 1971 och har till och med 2025 deltagit 37 gånger. Det maltesiska tv-bolaget Public Broadcasting Services (PBS) har ansvarat för Maltas medverkan varje år sedan 1971. Malta är precis som Sverige känt för att ta Eurovision väldigt seriöst, och politiker på ön har sagt att den dagen Malta vinner tävlingen kommer den dagen bli en officiell helgdag med festligheter på ön.
Malta har hittills inte stått som segrare i någon eurovisionsfinal. Det bästa resultatet uppnåddes både 2002 och 2005 då man kom på andraplats. Malta har även kommit trea vid två tillfällen, 1992 och 1998.

## Malta i Eurovision Song Contest

### Historia
Malta debuterade i tävlingen 1971. Den lilla östaten i Medelhavet placerade sig inte så bra under sina första år i tävlingen. Vid sina två första försök kom man på sistaplats i finalen. Noterbart är att båda bidragen genomfördes på maltesiska, och därefter har Malta bara sjungit på engelska. Malta gjorde då ett uppehåll i tävlingen fram till 1975. I Stockholm 1975 slutade man på tolfteplats i finalen. Malta skulle egentligen ha varit med 1976 med sången "Sing Your Song, Country Boy" med Enzo Guzman. Men landet drog sig ur tävlingen utan någon förklaring. Man gjorde ett längre uppehåll mellan 1976 och 1990. Redan under senare delen av 1980-talet ville Malta vara med i tävlingen igen, men fick inte för att regeln om högst 22 deltagande länder inte kunde ändras. När Nederländerna inte var med i tävlingen 1991 kom Malta tillbaka. Året efter ändrades regeln om hur många länder som fick vara med, vilket ledde till att Malta sedan dess skickat representanter varje år. Malta fick betydligt bättre placeringar än vad man hade under de tillfällena man deltog under 1970-talet. Åren 1991–1998 slutade Malta inom topp tio varje år, som bäst slutade man trea både 1992 och 1998. 1998 var Malta riktigt nära att vinna tävlingen. Inför den sista röstningsomgången i finalen låg Israel och Malta sida vid sida, och när så Nordmakedonien som sista land skulle rösta gavs inga poäng till Malta, men åtta till Israel, vilket gjorde att Israel gick om och vann med sex poängs marginal. Storbritannien hade fått tio poäng vilket gjorde att även de gick om Malta. Under livesändningen låg Malta och Israel på delad första plats inför den sista röstomgången, men efter korrigeringen av Spaniens poäng låg Malta ensam på första plats med en poängs försprång. Malta var återigen nära att vinna i finalen 2002. Inför den sista röstningsomgången hade Lettland endast tre poängs ledning. Litauen var sist att lämna sina röster och gav endast tre poäng till Malta, medan grannlandet Lettland fick högsta poäng. När systemet med en semifinal infördes 2004 var reglerna enligt dåvarande system att länder som placerat sig inom topp tio i finalen blev direktkvalificerade till finalen året därpå. Malta kvalade sig till finalen och slutade på tolfteplats. Men man fick ändå en direktplats i finalen 2005 eftersom Spanien och Tyskland, som tillhör konstellationen The Big Five, slutade inom topp tio det året. I finalen 2005 slutade Malta på andra plats vilket är jämte 2002 landets hittills bästa placeringar. Malta var återigen direktkvalificerad till finalen, 2006, med artisten Fabrizio Faniello som representerade landet 2001 och slutade på niondeplats. Men denna gången slutade han sist med en poäng i finalen. Detta gjorde att Malta tvingades vara i semifinalen igen. 2007 misslyckades man med att nå finalen vilket var första gången.

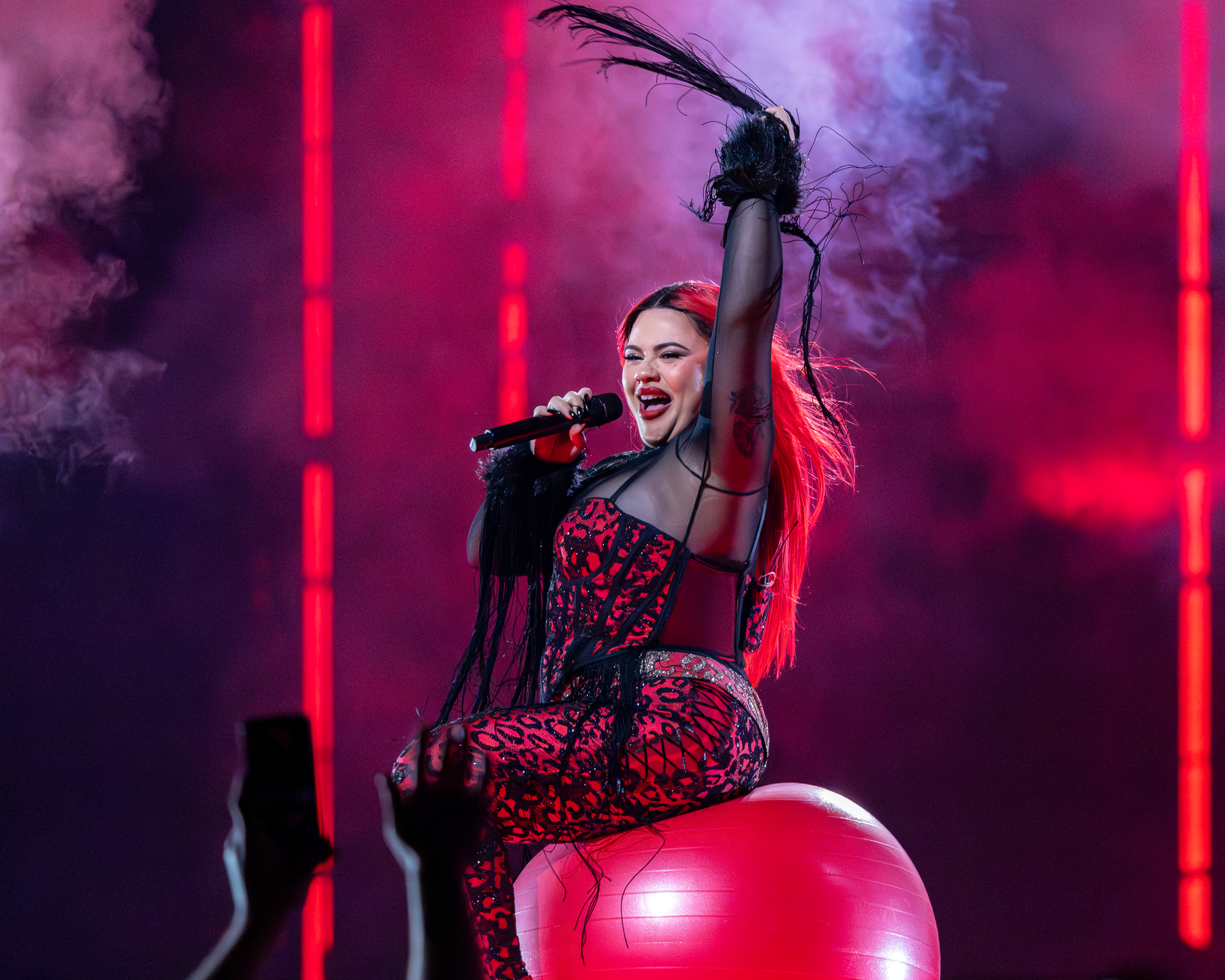
Miriana Conte i Basel 2025.

Sedan systemet med två semifinaler infördes 2008 har Malta kvalat sig till finalen vid sju tillfällen av tretton försök. Man har nått topp tio vid två tillfällen, 2013, då man kom på åttondeplats, och 2021 där man kom sjua i finalen men vann i sin semifinal.

### Nationell uttagningsform
Sedan debuten har Malta varje år valt ut sin representant via en nationell tävling. Upplägget och namnet har varierat gnom åren, 1971–2010 hette uttagningen "Malta Song for Europe", 2011–2018 och sedan 2022 heter den "Malta Eurovision Song Contest". Mellan 2019 och 2020 valdes representanten ut genom X Factor Malta och bidraget valdes ut internt. I de nationella tävlingarna utses oftast artisten och bidraget samtidigt. Men det har förekommit att artisten valts ut och sedan har bidragen utsetts internt. 

## Resultattabell
| 1 | Vinnare                            |
| 2 | Andra plats                        |
| 3 | Tredje plats                       |
| ◁ | Sista plats                        |
| X | Ett bidrag valdes men tävlade inte |

| År                               | Artist                      | Bidrag                      | Språk                | Final              | Poäng              | Semi               | Poäng              |
| -------------------------------- | --------------------------- | --------------------------- | -------------------- | ------------------ | ------------------ | ------------------ | ------------------ |
| 1971                             | Joe Grech                   | Marija L-Maltija            | Maltesiska           | 18                 | 52                 | Inga semifinaler   | Inga semifinaler   |
| 1972                             | Helen & Joseph              | L-Imħabba                   | Maltesiska           | 18                 | 48                 | Inga semifinaler   | Inga semifinaler   |
| Deltog inte 1973                 |                             |                             |                      |                    |                    |                    |                    |
| 1974                             | Enzo Guzman                 | Paċi fid-Dinja              | Maltesiska           | Drog sig ur        | Drog sig ur        | Inga semifinaler   | Inga semifinaler   |
| 1975                             | Renato                      | Singing This Song           | Engelska             | 12                 | 32                 | Inga semifinaler   | Inga semifinaler   |
| 1976                             | Enzo Guzman                 | Sing Your Song, Country Boy | Engelska             | Drog sig ur        | Drog sig ur        | Inga semifinaler   | Inga semifinaler   |
| Deltog inte mellan 1977 och 1990 |                             |                             |                      |                    |                    |                    |                    |
| 1991                             | Paul Giordimaina & Georgina | Could It Be                 | Engelska             | 6                  | 106                | Inga semifinaler   | Inga semifinaler   |
| 1992                             | Mary Spiteri                | Little Child                | Engelska             | 3                  | 123                | Inga semifinaler   | Inga semifinaler   |
| 1993                             | William Mangion             | This Time                   | Engelska             | 8                  | 69                 | Inga semifinaler   | Inga semifinaler   |
| 1994                             | Chris & Moira               | More Than Love              | Engelska             | 5                  | 97                 | Inga semifinaler   | Inga semifinaler   |
| 1995                             | Mike Spiteri                | Keep Me in Mind             | Engelska             | 10                 | 76                 | Inga semifinaler   | Inga semifinaler   |
| 1996                             | Miriam Christine            | In a Woman's Heart          | Engelska             | 10                 | 68                 | 4                  | 138                |
| 1997                             | Debbie Scerri               | Let Me Fly                  | Engelska             | 9                  | 66                 | Inga semifinaler   | Inga semifinaler   |
| 1998                             | Chiara                      | The One That I Love         | Engelska             | 3                  | 165                | Inga semifinaler   | Inga semifinaler   |
| 1999                             | Times 3                     | Believe 'n Peace            | Engelska             | 15                 | 32                 | Inga semifinaler   | Inga semifinaler   |
| 2000                             | Claudette Pace              | Desire                      | Engelska, maltesiska | 8                  | 73                 | Inga semifinaler   | Inga semifinaler   |
| 2001                             | Fabrizio Faniello           | Another Summer Night        | Engelska             | 9                  | 48                 | Inga semifinaler   | Inga semifinaler   |
| 2002                             | Ira Losco                   | 7th Wonder                  | Engelska             | 2                  | 164                | Inga semifinaler   | Inga semifinaler   |
| 2003                             | Lynn Chircop                | To Dream Again              | Engelska             | 25                 | 4                  | Inga semifinaler   | Inga semifinaler   |
| 2004                             | Julie & Ludwig              | On Again... Off Again       | Engelska             | 12                 | 50                 | 8                  | 74                 |
| 2005                             | Chiara                      | Angel                       | Engelska             | 2                  | 192                | Direktkvalificerad | Direktkvalificerad |
| 2006                             | Fabrizio Faniello           | I Do                        | Engelska             | 24                 | 1                  | Direktkvalificerad | Direktkvalificerad |
| 2007                             | Olivia Lewis                | Vertigo                     | Engelska             | Kvalificerade inte | Kvalificerade inte | 25                 | 15                 |
| 2008                             | Morena                      | Vodka                       | Engelska             | Kvalificerade inte | Kvalificerade inte | 14                 | 38                 |
| 2009                             | Chiara                      | What If We                  | Engelska             | 21                 | 31                 | 6                  | 86                 |
| 2010                             | Thea Garrett                | My Dream                    | Engelska             | Kvalificerade inte | Kvalificerade inte | 12                 | 45                 |
| 2011                             | Glen Vella                  | One Life                    | Engelska             | Kvalificerade inte | Kvalificerade inte | 11                 | 54                 |
| 2012                             | Kurt Calleja                | This Is the Night           | Engelska             | 21                 | 41                 | 7                  | 70                 |
| 2013                             | Gianluca Bezzina            | Tomorrow                    | Engelska             | 8                  | 120                | 4                  | 118                |
| 2014                             | Firelight                   | Coming Home                 | Engelska             | 23                 | 32                 | 9                  | 63                 |
| 2015                             | Amber                       | Warrior                     | Engelska             | Kvalificerade inte | Kvalificerade inte | 11                 | 43                 |
| 2016                             | Ira Losco                   | Walk on Water               | Engelska             | 12                 | 153                | 3                  | 209                |
| 2017                             | Claudia Faniello            | Breathlessly                | Engelska             | Kvalificerade inte | Kvalificerade inte | 16                 | 55                 |
| 2018                             | Christabelle                | Taboo                       | Engelska             | Kvalificerade inte | Kvalificerade inte | 13                 | 101                |
| 2019                             | Michela                     | Chameleon                   | Engelska             | 14                 | 107                | 8                  | 157                |
| 2020                             | Destiny                     | All of My Love              | Engelska             | Tävlingen inställd | Tävlingen inställd | Tävlingen inställd | Tävlingen inställd |
| 2021                             | Destiny                     | Je Me Casse                 | Engelska, franska    | 7                  | 255                | 1                  | 325                |
| 2022                             | Emma Muscat                 | I Am What I Am              | Engelska             | Kvalificerade inte | Kvalificerade inte | 16                 | 47                 |
| 2023                             | The Busker                  | Dance (Our Own Party)       | Engelska             | Kvalificerade inte | Kvalificerade inte | 15                 | 3                  |
| 2024                             | Sarah Bonnici               | Loop                        | Engelska             | Kvalificerade inte | Kvalificerade inte | 16                 | 13                 |
| 2025                             | Miriana Conte               | Serving                     | Engelska             | 17                 | 91                 | 9                  | 53                 |

## Röstningshistoria (1971–2019)[2]
Malta har givit flest poäng till:
| Nr | Land           | Poäng |
| -- | -------------- | ----- |
| 1  | Italien        | 173   |
| 2  | Storbritannien | 144   |
| 3  | Sverige        | 133   |
| 4  | Cypern         | 94    |
| 5  | Grekland       | 90    |

Malta har mottagit flest poäng av:
| Nr | Land           | Poäng |
| -- | -------------- | ----- |
| 1  | Storbritannien | 103   |
| 2  | Irland         | 95    |
| 3  | Spanien        | 84    |
| 4  | Kroatien       | 82    |
| 5  | Turkiet        | 78    |

- Observera att poängen endast gäller poäng i final.